# NK Mladost Antin
NK Mladost je nogometni klub iz Antina, u općini Tordinci. 
U sezoni 2020./21. se natječe u 2. ŽNL Vukovarsko-srijemska. U sezoni 2015./16. kao posljednjeplasirana momčad 3. HNL – Istok ispadaju iz lige